# EL VISION
EL VISION（えるびじょん・いいえるびじょん・いるびじょん）は自動車部品メーカー『デンソー』が開発し、パチスロメーカーの『山佐』が使用したパチスロ機の演出表示装置の愛称。

## 概要
2002年、山佐は業界初となる無機ELでリールの前面パネルに演出を表示する筐体を採用した、ネオプラネットXXを発売した。そして、この演出表示装置の愛称を「EL VISION」とした。無機ELの開発と供給元はデンソーであり、これはトヨタのセルシオやマジェスタなどのメーターに採用された透過型表示装置（エレクトロルミネッセンス・マルチインフォメーションディスプレイ）と同じ技術である。
それまででは考えられなかったリール上での演出が実現し、リールの停止絵柄を絡める演出など、液晶・ドットに続く新しい演出として評価は高かった。また、「EL VISION」を使用してゲーム数・停止絵柄の履歴や差枚数のチェック・演出頻度の設定などが可能であった。
発売当時は画期的であったが、後にフルカラー大型液晶（透過型全面液晶-花火百景E、ミニリールを上に配置した全面液晶-「カイジ」、穴あき液晶（ドーナツビジョン）-「ガメラハイグレードビジョン」）を搭載した機種が登場したため、単色表示の「EL VISION」は見劣りするようになってしまった。
現時点では寿命やコストにおいて液晶に比べてデメリットがあり、さらには5号機からはリール上の絵柄に重ねて画像を投影することは禁止となったため、「EL VISION」搭載機や、類似する演出を持つ新機種が登場することは当面ないと思われる。

## 搭載機種
- ネオプラネットXX
- ネオマジックパルサーXX
- ネオファラオゼッツ
- プラネット999
- ネオフルーツチャンス

2006年11月現在